# Frederik Willem IV van Pruisen
Frederik Willem IV (Duits: Friedrich Wilhelm IV. von Preußen) (Berlijn, 15 oktober 1795 - Potsdam, 2 januari 1861), de oudste zoon en opvolger van Frederik Willem III van Pruisen, heerste als koning van Pruisen van 1840 tot 1861. Hij was in personele unie ook de soevereine vorst van het Vorstendom Neuchâtel (1840-1857).

## Kroonprins
Frederik Willem werd in 1795 geboren als oudste zoon van kroonprins Frederik Willem (1770-1840), die twee jaar later als Frederik Willem III de troon besteeg, en van de beroemde prinses Louise van Mecklenburg-Strelitz (1776-1810). Hij had acht jongere broers en zusters, onder wie de latere keizer Wilhelm I (1797-1888) en de generaals Karel (1801-1883) en Albert (1809-1872).
Hij werd opgevoed door huisleraren, aanvankelijk de theoloog en pedagoog Friedrich Delbrück, later Johann Peter Friedrich Ancillon. De laatstgenoemde bevorderde zijn voorkeur voor de Romantiek en zijn nostalgie naar het middeleeuwse Heilige Roomse Rijk, die later door een verblijf in Parijs en een reis naar Italië (1828) nog zouden worden versterkt. Gerhard von Scharnhorst onderwees hem in de militaire wetenschappen en Friedrich Carl von Savigny in de rechten, terwijl Karl Friedrich Schinkel en Christian Daniel Rauch zijn gevoel voor de beeldende kunst ontwikkelden. Verder bezat hij in tegenstelling tot zijn vader een redenaarstalent.

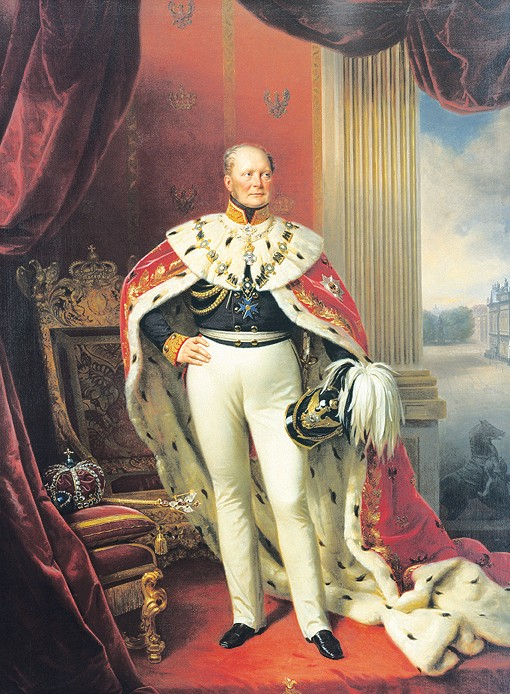
Frederik Willem IV in 1847

Nadat hij in 1813 en 1814 de meeste belangrijke veldslagen van de Bevrijdingsoorlogen had meegemaakt, benoemde zijn vader hem tot militair gouverneur en stadhouder van de provincie Pommeren. Hij was de enige die af en toe Elisabeth van Brunswijk-Wolfenbüttel (na enkele jaren huwelijk met zijn grootvader Frederik Willem II van Pruisen en diverse schandalen verbannen naar Stettin) zou opzoeken. Al in 1815 gebruikte hij zijn invloed om de beloofde grondwet van 1815 in te perken. Zijn afkeer van het opkomende liberalisme kwam niet voort uit heerszucht, maar uit zijn romantische concept van "natuurlijke" heerschappij door het vorstenhuis bij de gratie Gods waarin voor invloed van het volk geen plaats was. Door deze instelling betwistte hij ook de traditionele dominantie van Oostenrijk over de Duitse landen niet.
Hij trad in 1823 in het huwelijk met de katholieke prinses Elisabeth Ludovika van Beieren, een dochter van Maximiliaan I Jozef van Beieren en Caroline van Baden. Zij weigerde aanvankelijk zich tot de protestantse Pruisische staatsgodsdienst te bekeren, maar ging jaren later uiteindelijk overstag. Het huwelijk gold als gelukkig, maar bleef kinderloos.

## Koning
Frederik Willem IV besteeg na de dood van zijn vader in 1840 de Pruisische troon. Zijn beleid was aanvankelijk liberaal - zo beëindigde hij de demagogenvervolgingen en versoepelde hij de censuur -, maar hij stelde de door de liberalen op hem gevestigde hoop snel teleur. In 1847 gaf hij weliswaar toe aan de eis naar volksvertegenwoordiging, maar slechts door instelling van de Verenigde Landdag. Deze had echter slechts een eenmalig karakter en zeer beperkte bevoegdheden en de koning had in zijn openingsrede expliciet gesteld dat hij de invoering van een constitutioneel systeem niet zou dulden.
De Maartrevolutie van 1848 overrompelde Frederik Willem volledig. De straatgevechten in Berlijn noodzaakten hem tot zijn rondrit door die stad met de 
zwart-rood-gouden vlag, symbool van het verenigde Duitsland, en zijn belofte dat Pruisen in Duitsland zou opgaan. De gebeurtenissen in de rest van het jaar verdroeg hij geduldig, totdat hij de kans zag de macht weer over te nemen. In de herfst van 1848 liet hij het leger Berlijn binnen marcheren en liet hij het parlement verdagen en later ontbinden. Zijn oom Friedrich Wilhelm von Brandenburg benoemde hij tot premier en hij draaide verschillende liberale maatregelen terug. Wel stelde hij per koninklijk patent op 5 december 1848 een Pruisische Grondwet in dat tegemoet kwam aan verschillende liberale eisen: onafhankelijke rechtspraak, vrijheid van pers en van vergadering en een met algemeen kiesrecht verkozen Huis van Afgevaardigden.
In 1849 weigerde hij de hem door het liberale Frankfurter Parlement aangeboden Duitse keizerskroon met de motivatie dat hij die alleen uit handen van de andere Duitse vorsten en niet van een volksvertegenwoordiging kon ontvangen. Vervolgens probeerde hij echter wel, naar het plan van Joseph von Radowitz, een klein-Duits rijk onder Pruisische leiding te stichten door militaire interventies tegen opstandelingen in Saksen, Hessen en Baden. Het Verdrag van Olmütz (1850) dwong hem echter zijn plan op te geven.
De laatste jaren van Frederik Willems heerschappij waren reactionair. In 1850 werd het algemeen kiesrecht vervangen door drieklassenkiesrecht en in 1854 werd de Eerste Kamer omgevormd tot het Herrenhaus, met erfelijke of door de koning voor het leven benoemde leden. De koning was na verschillende beroertes in 1857 geestelijk niet meer in staat te regeren. Hij werd in 1858 onder curatele gesteld. Zijn jongere broer Wilhelm trad sindsdien als regent op en besteeg na zijn dood in 1861 de troon.

### Kwartierstaat
| August Willem van Pruisen (1722—1758)      | August Willem van Pruisen (1722—1758)      | August Willem van Pruisen (1722—1758)      | August Willem van Pruisen (1722—1758)      | August Willem van Pruisen (1722—1758)      | August Willem van Pruisen (1722—1758)      | Amalia van Brunswijk-Wolfenbüttel (1722-1780) | Amalia van Brunswijk-Wolfenbüttel (1722-1780) | Amalia van Brunswijk-Wolfenbüttel (1722-1780) | Amalia van Brunswijk-Wolfenbüttel (1722-1780) | Amalia van Brunswijk-Wolfenbüttel (1722-1780) | Amalia van Brunswijk-Wolfenbüttel (1722-1780) |                                             |                                             | Lodewijk IX van Hessen-Darmstadt (1719–1790) | Lodewijk IX van Hessen-Darmstadt (1719–1790) | Lodewijk IX van Hessen-Darmstadt (1719–1790) | Lodewijk IX van Hessen-Darmstadt (1719–1790) | Lodewijk IX van Hessen-Darmstadt (1719–1790) | Lodewijk IX van Hessen-Darmstadt (1719–1790) | Henriëtte Caroline van Palts-Zweibrücken (1721-1774) | Henriëtte Caroline van Palts-Zweibrücken (1721-1774) | Henriëtte Caroline van Palts-Zweibrücken (1721-1774) | Henriëtte Caroline van Palts-Zweibrücken (1721-1774) | Henriëtte Caroline van Palts-Zweibrücken (1721-1774) | Henriëtte Caroline van Palts-Zweibrücken (1721-1774) |                               |                               | Karel van Mecklenburg-Strelitz (1708-1752) | Karel van Mecklenburg-Strelitz (1708-1752) | Karel van Mecklenburg-Strelitz (1708-1752) | Karel van Mecklenburg-Strelitz (1708-1752) | Karel van Mecklenburg-Strelitz (1708-1752)    | Karel van Mecklenburg-Strelitz (1708-1752)    | Elisabeth Albertine van Sachsen-Hildburghausen (1713–1761) | Elisabeth Albertine van Sachsen-Hildburghausen (1713–1761) | Elisabeth Albertine van Sachsen-Hildburghausen (1713–1761) | Elisabeth Albertine van Sachsen-Hildburghausen (1713–1761) | Elisabeth Albertine van Sachsen-Hildburghausen (1713–1761) | Elisabeth Albertine van Sachsen-Hildburghausen (1713–1761) |                                             |                                             | George Wilhelm van Hessen-Darmstadt (1722-1782) | George Wilhelm van Hessen-Darmstadt (1722-1782) | George Wilhelm van Hessen-Darmstadt (1722-1782)            | George Wilhelm van Hessen-Darmstadt (1722-1782)            | George Wilhelm van Hessen-Darmstadt (1722-1782)            | George Wilhelm van Hessen-Darmstadt (1722-1782)            | Maria Luise Albertine van Leiningen-Dagsburg-Falkenburg (1729-1818) | Maria Luise Albertine van Leiningen-Dagsburg-Falkenburg (1729-1818) | Maria Luise Albertine van Leiningen-Dagsburg-Falkenburg (1729-1818) | Maria Luise Albertine van Leiningen-Dagsburg-Falkenburg (1729-1818) | Maria Luise Albertine van Leiningen-Dagsburg-Falkenburg (1729-1818) | Maria Luise Albertine van Leiningen-Dagsburg-Falkenburg (1729-1818) |  |  |  |  |  |  |  |  |  |  |  |  |  |  |  |  |  |  |  |  |  |  |  |  |  |  |  |  |  |  |  |  |  |  |  |  |  |  |  |  |  |  |  |  |  |  |  |  |
| August Willem van Pruisen (1722—1758)      | August Willem van Pruisen (1722—1758)      | August Willem van Pruisen (1722—1758)      | August Willem van Pruisen (1722—1758)      | August Willem van Pruisen (1722—1758)      | August Willem van Pruisen (1722—1758)      | Amalia van Brunswijk-Wolfenbüttel (1722-1780) | Amalia van Brunswijk-Wolfenbüttel (1722-1780) | Amalia van Brunswijk-Wolfenbüttel (1722-1780) | Amalia van Brunswijk-Wolfenbüttel (1722-1780) | Amalia van Brunswijk-Wolfenbüttel (1722-1780) | Amalia van Brunswijk-Wolfenbüttel (1722-1780) |                                             |                                             | Lodewijk IX van Hessen-Darmstadt (1719–1790) | Lodewijk IX van Hessen-Darmstadt (1719–1790) | Lodewijk IX van Hessen-Darmstadt (1719–1790) | Lodewijk IX van Hessen-Darmstadt (1719–1790) | Lodewijk IX van Hessen-Darmstadt (1719–1790) | Lodewijk IX van Hessen-Darmstadt (1719–1790) | Henriëtte Caroline van Palts-Zweibrücken (1721-1774) | Henriëtte Caroline van Palts-Zweibrücken (1721-1774) | Henriëtte Caroline van Palts-Zweibrücken (1721-1774) | Henriëtte Caroline van Palts-Zweibrücken (1721-1774) | Henriëtte Caroline van Palts-Zweibrücken (1721-1774) | Henriëtte Caroline van Palts-Zweibrücken (1721-1774) |                               |                               | Karel van Mecklenburg-Strelitz (1708-1752) | Karel van Mecklenburg-Strelitz (1708-1752) | Karel van Mecklenburg-Strelitz (1708-1752) | Karel van Mecklenburg-Strelitz (1708-1752) | Karel van Mecklenburg-Strelitz (1708-1752)    | Karel van Mecklenburg-Strelitz (1708-1752)    | Elisabeth Albertine van Sachsen-Hildburghausen (1713–1761) | Elisabeth Albertine van Sachsen-Hildburghausen (1713–1761) | Elisabeth Albertine van Sachsen-Hildburghausen (1713–1761) | Elisabeth Albertine van Sachsen-Hildburghausen (1713–1761) | Elisabeth Albertine van Sachsen-Hildburghausen (1713–1761) | Elisabeth Albertine van Sachsen-Hildburghausen (1713–1761) |                                             |                                             | George Wilhelm van Hessen-Darmstadt (1722-1782) | George Wilhelm van Hessen-Darmstadt (1722-1782) | George Wilhelm van Hessen-Darmstadt (1722-1782)            | George Wilhelm van Hessen-Darmstadt (1722-1782)            | George Wilhelm van Hessen-Darmstadt (1722-1782)            | George Wilhelm van Hessen-Darmstadt (1722-1782)            | Maria Luise Albertine van Leiningen-Dagsburg-Falkenburg (1729-1818) | Maria Luise Albertine van Leiningen-Dagsburg-Falkenburg (1729-1818) | Maria Luise Albertine van Leiningen-Dagsburg-Falkenburg (1729-1818) | Maria Luise Albertine van Leiningen-Dagsburg-Falkenburg (1729-1818) | Maria Luise Albertine van Leiningen-Dagsburg-Falkenburg (1729-1818) | Maria Luise Albertine van Leiningen-Dagsburg-Falkenburg (1729-1818) |  |  |  |  |  |  |  |  |  |  |  |  |  |  |  |  |  |  |  |  |  |  |  |  |  |  |  |  |  |  |  |  |  |  |  |  |  |  |  |  |  |  |  |  |  |  |  |  |
|                                            |                                            |                                            |                                            |                                            |                                            |                                               |                                               |                                               |                                               |                                               |                                               |                                             |                                             |                                              |                                              |                                              |                                              |                                              |                                              |                                                      |                                                      |                                                      |                                                      |                                                      |                                                      |                               |                               |                                            |                                            |                                            |                                            |                                               |                                               |                                                            |                                                            |                                                            |                                                            |                                                            |                                                            |                                             |                                             |                                                 |                                                 |                                                            |                                                            |                                                            |                                                            |                                                                     |                                                                     |                                                                     |                                                                     |                                                                     |                                                                     |  |  |  |  |  |  |  |  |  |  |  |  |  |  |  |  |  |  |  |  |  |  |  |  |  |  |  |  |  |  |  |  |  |  |  |  |  |  |  |  |  |  |  |  |  |  |  |  |
|                                            |                                            |                                            |                                            | Frederik Willem II van Pruisen (1744-1797) | Frederik Willem II van Pruisen (1744-1797) | Frederik Willem II van Pruisen (1744-1797)    | Frederik Willem II van Pruisen (1744-1797)    | Frederik Willem II van Pruisen (1744-1797)    | Frederik Willem II van Pruisen (1744-1797)    |                                               |                                               |                                             |                                             |                                              |                                              | Frederika van Hessen-Darmstadt (1751-1805)   | Frederika van Hessen-Darmstadt (1751-1805)   | Frederika van Hessen-Darmstadt (1751-1805)   | Frederika van Hessen-Darmstadt (1751-1805)   | Frederika van Hessen-Darmstadt (1751-1805)           | Frederika van Hessen-Darmstadt (1751-1805)           |                                                      |                                                      |                                                      |                                                      |                               |                               |                                            |                                            |                                            |                                            | Karel II van Mecklenburg-Strelitz (1741-1816) | Karel II van Mecklenburg-Strelitz (1741-1816) | Karel II van Mecklenburg-Strelitz (1741-1816)              | Karel II van Mecklenburg-Strelitz (1741-1816)              | Karel II van Mecklenburg-Strelitz (1741-1816)              | Karel II van Mecklenburg-Strelitz (1741-1816)              |                                                            |                                                            |                                             |                                             |                                                 |                                                 | Frederika Caroline Louise van Hessen-Darmstadt (1752–1782) | Frederika Caroline Louise van Hessen-Darmstadt (1752–1782) | Frederika Caroline Louise van Hessen-Darmstadt (1752–1782) | Frederika Caroline Louise van Hessen-Darmstadt (1752–1782) | Frederika Caroline Louise van Hessen-Darmstadt (1752–1782)          | Frederika Caroline Louise van Hessen-Darmstadt (1752–1782)          |                                                                     |                                                                     |                                                                     |                                                                     |  |  |  |  |  |  |  |  |  |  |  |  |  |  |  |  |  |  |  |  |  |  |  |  |  |  |  |  |  |  |  |  |  |  |  |  |  |  |  |  |  |  |  |  |  |  |  |  |
|                                            |                                            |                                            |                                            | Frederik Willem II van Pruisen (1744-1797) | Frederik Willem II van Pruisen (1744-1797) | Frederik Willem II van Pruisen (1744-1797)    | Frederik Willem II van Pruisen (1744-1797)    | Frederik Willem II van Pruisen (1744-1797)    | Frederik Willem II van Pruisen (1744-1797)    |                                               |                                               |                                             |                                             |                                              |                                              | Frederika van Hessen-Darmstadt (1751-1805)   | Frederika van Hessen-Darmstadt (1751-1805)   | Frederika van Hessen-Darmstadt (1751-1805)   | Frederika van Hessen-Darmstadt (1751-1805)   | Frederika van Hessen-Darmstadt (1751-1805)           | Frederika van Hessen-Darmstadt (1751-1805)           |                                                      |                                                      |                                                      |                                                      |                               |                               |                                            |                                            |                                            |                                            | Karel II van Mecklenburg-Strelitz (1741-1816) | Karel II van Mecklenburg-Strelitz (1741-1816) | Karel II van Mecklenburg-Strelitz (1741-1816)              | Karel II van Mecklenburg-Strelitz (1741-1816)              | Karel II van Mecklenburg-Strelitz (1741-1816)              | Karel II van Mecklenburg-Strelitz (1741-1816)              |                                                            |                                                            |                                             |                                             |                                                 |                                                 | Frederika Caroline Louise van Hessen-Darmstadt (1752–1782) | Frederika Caroline Louise van Hessen-Darmstadt (1752–1782) | Frederika Caroline Louise van Hessen-Darmstadt (1752–1782) | Frederika Caroline Louise van Hessen-Darmstadt (1752–1782) | Frederika Caroline Louise van Hessen-Darmstadt (1752–1782)          | Frederika Caroline Louise van Hessen-Darmstadt (1752–1782)          |                                                                     |                                                                     |                                                                     |                                                                     |  |  |  |  |  |  |  |  |  |  |  |  |  |  |  |  |  |  |  |  |  |  |  |  |  |  |  |  |  |  |  |  |  |  |  |  |  |  |  |  |  |  |  |  |  |  |  |  |
|                                            |                                            |                                            |                                            |                                            |                                            |                                               |                                               |                                               |                                               | Frederik Willem III van Pruisen (1770-1840)   | Frederik Willem III van Pruisen (1770-1840)   | Frederik Willem III van Pruisen (1770-1840) | Frederik Willem III van Pruisen (1770-1840) | Frederik Willem III van Pruisen (1770-1840)  | Frederik Willem III van Pruisen (1770-1840)  |                                              |                                              |                                              |                                              |                                                      |                                                      |                                                      |                                                      |                                                      |                                                      |                               |                               |                                            |                                            |                                            |                                            |                                               |                                               |                                                            |                                                            |                                                            |                                                            | Louise van Mecklenburg-Strelitz (1776-1810)                | Louise van Mecklenburg-Strelitz (1776-1810)                | Louise van Mecklenburg-Strelitz (1776-1810) | Louise van Mecklenburg-Strelitz (1776-1810) | Louise van Mecklenburg-Strelitz (1776-1810)     | Louise van Mecklenburg-Strelitz (1776-1810)     |                                                            |                                                            |                                                            |                                                            |                                                                     |                                                                     |                                                                     |                                                                     |                                                                     |                                                                     |  |  |  |  |  |  |  |  |  |  |  |  |  |  |  |  |  |  |  |  |  |  |  |  |  |  |  |  |  |  |  |  |  |  |  |  |  |  |  |  |  |  |  |  |  |  |  |  |
|                                            |                                            |                                            |                                            |                                            |                                            |                                               |                                               |                                               |                                               | Frederik Willem III van Pruisen (1770-1840)   | Frederik Willem III van Pruisen (1770-1840)   | Frederik Willem III van Pruisen (1770-1840) | Frederik Willem III van Pruisen (1770-1840) | Frederik Willem III van Pruisen (1770-1840)  | Frederik Willem III van Pruisen (1770-1840)  |                                              |                                              |                                              |                                              |                                                      |                                                      |                                                      |                                                      |                                                      |                                                      |                               |                               |                                            |                                            |                                            |                                            |                                               |                                               |                                                            |                                                            |                                                            |                                                            | Louise van Mecklenburg-Strelitz (1776-1810)                | Louise van Mecklenburg-Strelitz (1776-1810)                | Louise van Mecklenburg-Strelitz (1776-1810) | Louise van Mecklenburg-Strelitz (1776-1810) | Louise van Mecklenburg-Strelitz (1776-1810)     | Louise van Mecklenburg-Strelitz (1776-1810)     |                                                            |                                                            |                                                            |                                                            |                                                                     |                                                                     |                                                                     |                                                                     |                                                                     |                                                                     |  |  |  |  |  |  |  |  |  |  |  |  |  |  |  |  |  |  |  |  |  |  |  |  |  |  |  |  |  |  |  |  |  |  |  |  |  |  |  |  |  |  |  |  |  |  |  |  |
|                                            |                                            |                                            |                                            |                                            |                                            |                                               |                                               |                                               |                                               |                                               |                                               |                                             |                                             |                                              |                                              |                                              |                                              |                                              |                                              |                                                      |                                                      |                                                      |                                                      |                                                      |                                                      |                               |                               |                                            |                                            |                                            |                                            |                                               |                                               |                                                            |                                                            |                                                            |                                                            |                                                            |                                                            |                                             |                                             |                                                 |                                                 |                                                            |                                                            |                                                            |                                                            |                                                                     |                                                                     |                                                                     |                                                                     |                                                                     |                                                                     |  |  |  |  |  |  |  |  |  |  |  |  |  |  |  |  |  |  |  |  |  |  |  |  |  |  |  |  |  |  |  |  |  |  |  |  |  |  |  |  |  |  |  |  |  |  |  |  |
|                                            |                                            |                                            |                                            |                                            |                                            |                                               |                                               |                                               |                                               |                                               |                                               |                                             |                                             |                                              |                                              |                                              |                                              |                                              |                                              |                                                      |                                                      |                                                      |                                                      |                                                      |                                                      |                               |                               |                                            |                                            |                                            |                                            |                                               |                                               |                                                            |                                                            |                                                            |                                                            |                                                            |                                                            |                                             |                                             |                                                 |                                                 |                                                            |                                                            |                                                            |                                                            |                                                                     |                                                                     |                                                                     |                                                                     |                                                                     |                                                                     |  |  |  |  |  |  |  |  |  |  |  |  |  |  |  |  |  |  |  |  |  |  |  |  |  |  |  |  |  |  |  |  |  |  |  |  |  |  |  |  |  |  |  |  |  |  |  |  |
| Frederik Willem IV van Pruisen (1795-1861) | Frederik Willem IV van Pruisen (1795-1861) | Frederik Willem IV van Pruisen (1795-1861) | Frederik Willem IV van Pruisen (1795-1861) | Frederik Willem IV van Pruisen (1795-1861) | Frederik Willem IV van Pruisen (1795-1861) |                                               |                                               | Wilhelm I van Duitsland (1797-1888)           | Wilhelm I van Duitsland (1797-1888)           | Wilhelm I van Duitsland (1797-1888)           | Wilhelm I van Duitsland (1797-1888)           | Wilhelm I van Duitsland (1797-1888)         | Wilhelm I van Duitsland (1797-1888)         |                                              |                                              | Charlotte van Pruisen (1798-1860)            | Charlotte van Pruisen (1798-1860)            | Charlotte van Pruisen (1798-1860)            | Charlotte van Pruisen (1798-1860)            | Charlotte van Pruisen (1798-1860)                    | Charlotte van Pruisen (1798-1860)                    |                                                      |                                                      | Karel van Pruisen (1801-1883)                        | Karel van Pruisen (1801-1883)                        | Karel van Pruisen (1801-1883) | Karel van Pruisen (1801-1883) | Karel van Pruisen (1801-1883)              | Karel van Pruisen (1801-1883)              |                                            |                                            | Alexandrine van Pruisen (1803-1892)           | Alexandrine van Pruisen (1803-1892)           | Alexandrine van Pruisen (1803-1892)                        | Alexandrine van Pruisen (1803-1892)                        | Alexandrine van Pruisen (1803-1892)                        | Alexandrine van Pruisen (1803-1892)                        |                                                            |                                                            | Louise van Pruisen (1808-1870)              | Louise van Pruisen (1808-1870)              | Louise van Pruisen (1808-1870)                  | Louise van Pruisen (1808-1870)                  | Louise van Pruisen (1808-1870)                             | Louise van Pruisen (1808-1870)                             |                                                            |                                                            | Albert van Pruisen (1809-1872)                                      | Albert van Pruisen (1809-1872)                                      | Albert van Pruisen (1809-1872)                                      | Albert van Pruisen (1809-1872)                                      | Albert van Pruisen (1809-1872)                                      | Albert van Pruisen (1809-1872)                                      |  |  |  |  |  |  |  |  |  |  |  |  |  |  |  |  |  |  |  |  |  |  |  |  |  |  |  |  |  |  |  |  |  |  |  |  |  |  |  |  |  |  |  |  |  |  |  |  |

Hertogen: Albrecht · Albrecht Frederik · Johan Sigismund · George Willem · Frederik Willem · Frederik

Koningen: Frederik I · Frederik Willem I · Frederik II de Grote · Frederik Willem II · Frederik Willem III · Frederik Willem IV · Wilhelm I · Frederik III · Wilhelm II